# 张史贤
张史贤（？—），中华人民共和国政治人物、外交官。
2002年，担任中华人民共和国驻多哥大使。2007年，接替王旺生担任中华人民共和国驻阿尔及利亚大使。2008年，由刘玉和接任。